# IC 2573
IC 2573 ist eine Balken-Spiralgalaxie vom Hubble-Typ SBcd im Sternbild Antlia am Südsternhimmel. Sie ist schätzungsweise 176 Millionen Lichtjahre von der Milchstraße entfernt.
Das Objekt wurde am 1. Mai 1900 von DeLisle Stewart entdeckt.